# Amerikaans gambiet
Het Amerikaans gambiet is in de opening van een schaakpartij een variant van de Marshallverdediging in het geweigerd damegambiet, welke valt onder ECO-code D06. De openingszetten zijn:
1. d4 d5
2. c4 (het damegambiet) Pf6 (geweigerd; de Marshallverdediging)
3. cxd5 Lf5